# دختری از ناکجا
دختری از ناکجا (فرانسوی: La Fille de nulle part‎) یک فیلم درام فرانسوی به کارگردانی ژان-کلود بریسو است که در سال ۲۰۱۲ منتشر شد.
این فیلم برندهٔ پلنگ طلایی ۶۵مین دورهٔ جشنواره لوکارنو شد.